# Guerra de Red Cloud
La Guerra de Red Cloud fou un conflicte armat que va enfrontar els lakota, els xeienes del Nord i els arapahos amb l'exèrcit dels Estats Units entre els anys 1866 i 1868, als territoris de Wyoming i Montana, pel control del Territori del riu Powder, a la part nord-central de Wyoming.

## Antecedents
Els blancs hi havien obert una nova ruta (Bozeman Trail) per tal d'accedir als jaciments d'or de Montana, i el pas d'un nombre creixent de miners, colons i altres persones va originar una forta competència amb els lakota i els xeiene pels recursos naturals i la integritat del seu territori, provocant la reacció dels nadius quan es van establir tres forts al llarg del camí.

## La guerra
La guerra s'anomena així en reconeixement del cap oglala lakota Red Cloud, que va dirigir la seva tribu contra l'exèrcit en aliança amb bandes dels xeienes del nord i dels arapahos. La guerra va consistir principalment en atacs constants a petita escala dels indis als soldats i civils en els tres forts al país del Powder River, desgast aquestes guarnicions. La major acció de la guerra, el combat de Fetterman amb 81 homes morts a la banda estatunidenca, va ser la pitjor derrota militar patida pels Estats Units en les Grans Planes fins a la batalla de Little Bighorn deu anys més tard, durant la Guerra de les Black Hills.

## Conseqüències
Els indis van guanyar la guerra, finalitzada amb la signatura del segon Tractat de Fort Laramie (1868), que els va reconèixer el control del Territori del riu Powder, malgrat tot la seva victòria només duraria 8 anys fins a la Guerra de les Black Hills.